# 福島絵美
福島 絵美（ふくしま えみ、1960年10月10日 - ）は、日本のフリーアナウンサー。2021年までは熊本放送（RKK）アナウンサーだった。

## 来歴・人物
熊本県熊本市出身。尚、RKKの紹介ページでは長らく静岡県三島市出身とされていた（出生地が三島市である）。
福岡県立小倉高等学校を経て熊本県立熊本高等学校、熊本大学教育学部卒業。1983年RKKに入社。
1997年4月から2005年3月までは報道部に所属。
2017年4月から2018年3月迄、報道製作局アナウンス部長をつとめ、2018年4月からはラジオ局専門部長となりアナウンサーと兼任。
2021年3月31日をもって、アナウンサー及びラジオ局専門部長を最後に熊本放送を退職（定年退職）。退職後はフリーとして活動している。
学生時代は、テレビドラマの熱血先生に憧れ、小学校の教師を志していた。RKK入社前の1981年（昭和56年）に大学の部活の賞金稼ぎに応募した火の国まつりミス熊本選出大会で、81年の「ミス熊本」に選ばれたことがある。そのミス熊本としてテレビ、ラジオに出演した時にプロの話し手の話し振りに惹かれるような形でアナウンサーを目指すようになった。
大学時代、モダンジャズ研究会に所属し、フルバンドでピアノ担当。その後も熊本のビッグバンド「カウントフォー」でジャズピアノを担当していた。座右の銘は「心に余裕を」。

## 担当番組
2024年10月現在

### ラジオ
レギュラーはない。

### テレビ
熊本放送
- からふる
  - 在職時より出演。

## 過去の担当番組
何れも熊本放送及びJNN系列。

### ラジオ
- 熊日ニュース（随時）
- 福島絵美のこの人に聞きたい
- 熊本城・人物列伝
- 史郎と絵美のHand in Pop's
- 旅立ったあの人への手紙
- ジャズの専門店
- がんだから、自分らしく生きる
- チャーリー永谷のCOUNTRY SUNSHINE!!
- お話し玉手箱
- 阿部祐二の気まぐれジャーナル
- RKK番組批評
- 局名告知（オープニング、クロージングともに担当）

### テレビ
- 熊日ニュース（随時）
- ザ・ベストテン（追っかけウーマン《中継リポーター》）
- ビッグモーニング（中継リポーター）
- 週刊山崎くん（初代女性司会者）
- RKKニュースキャッチャー→ニュースの森くまもと ※報道部所属時
- 興味しんしん家族
- キャッチてれび（火曜9:55～10:25）
- RKKe倶楽部（土曜18:50～19:00）
- RKKフォーラム（不定期）
- RKK番組批評（毎月最終日曜日、6:30 - 6:45）
- くまもと市政だよりテレビ版（金曜18:55 - 19:00）